# Гражданска комисия по правата на човека
Гражданската комисия по правата на човека (на английски: Citizens Commission on Human Rights), съкратено ГКПЧ (CCHR), е организация, създадена от психиатъра Томас Сас и така наречената Църква на сциентологията в Лос Анжелис, Калифорния през 1969 г.
Нейната задача е да следи и да премахва злоупотребите в областта на психичното здраве и да осигурява защита на пациентите и клиентите на тези услуги. Организацията се финансира от Църквата на сциентологията
Проповядва остарелите антипсихиатрични идеи от 60-те години на XX век. Тези идеи включват отричане, че съществуват психични заболявания, несъгласие за принудително хоспитализиране и неодобряване на медикаментозното лечение, лоботомията и електроконвулсивната терапия.
В подкрепа на идеите си организацията провежда кампании и създава пропагандни филми. Такива филми са „Психиатрия: индустрия на смъртта“ (Psychiatry: An Industry of Death), „Продажба на лудост“ (The Marketing of Madness: Are We All Insane?) и още други с конспиративно съдържание. Тя има музей, наречен „Психиатрия: индустрия на смъртта“.
Организацията е критикувана от журналиста Андрю Гумбел за „грубостта“ и „параноята“ в критиките си към психиатрията. Обвинява психиатри дори в участие в терористични актове и расизъм.
Малко след атентата на 11 септември 2001 г. ГКПЧ изработва конспиративна теория, която възлага отговорността за атаките на Айман ал-Зауахири, като твърди, че е бил личния психиатър на Осама бин Ладен. Зауахири промивал мозъка на Осама бин Ладен, използвайки болка, лекарства и хипноза.